# Camilla Herrem
Camilla Herrem (Sola, Noruega, 8 d'octubre de 1986) és una jugadora d'handbol noruega, que juga d'extrem esquerre al ŽRK Vardar i la Selecció femenina d'handbol de Noruega. Amb la selecció ha guanyat Mundials, Europeus i la medalla d'or als Jocs Olímpics de Londres 2012.

## Clubs
- Sola HK (2002-2006)
- Byåsen HE (2006-2014)
- HC Minaur (2014-2015)
- Team Tvis Holstebro (2015-2016)
- ŽRK Vardar (2016-)[4]

## Vida personal
Des de juliol de 2013, està casada amb el jugador Noruec d'Handbol Steffen Stegavik.